# 薄明

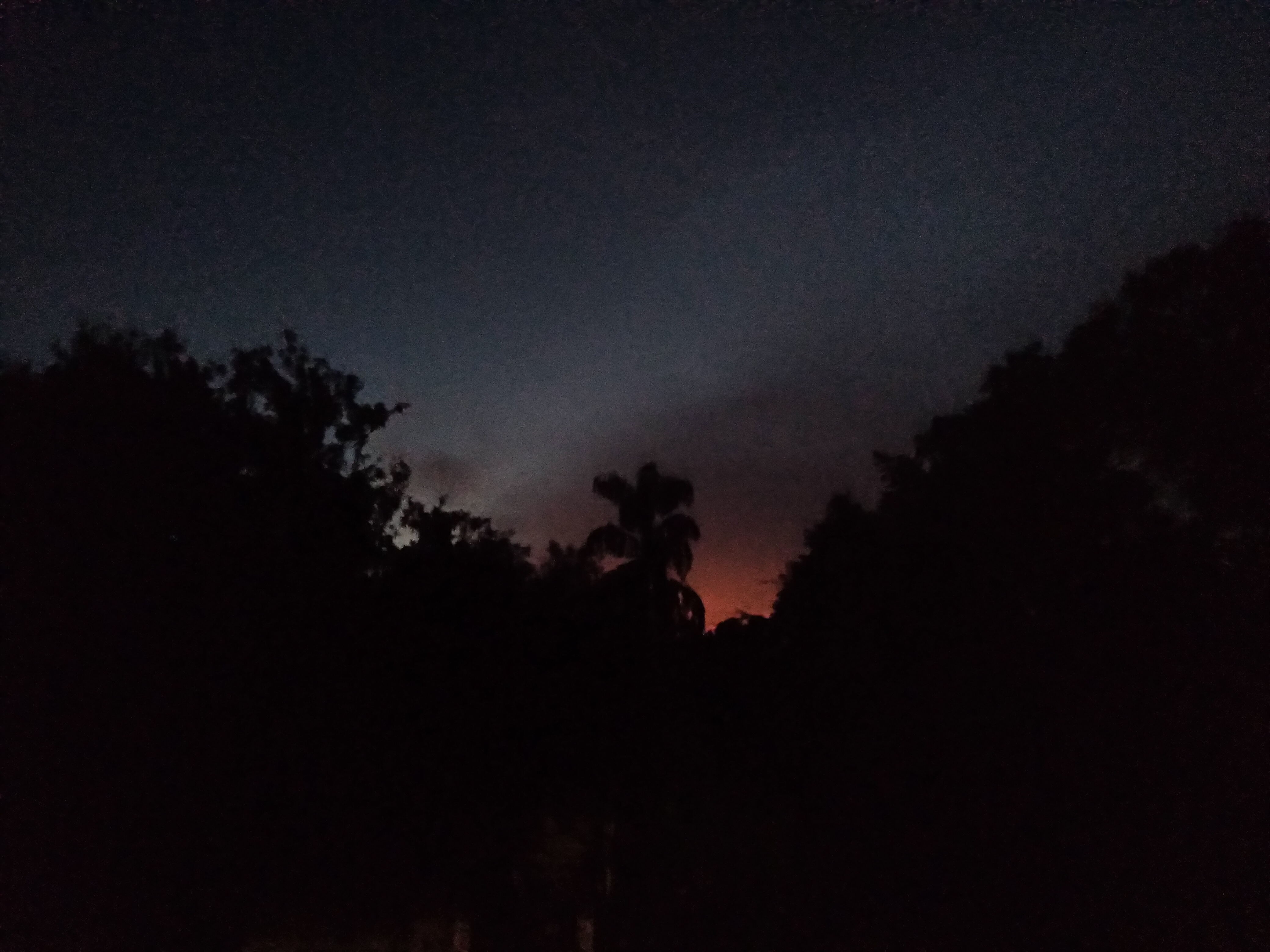
薄明

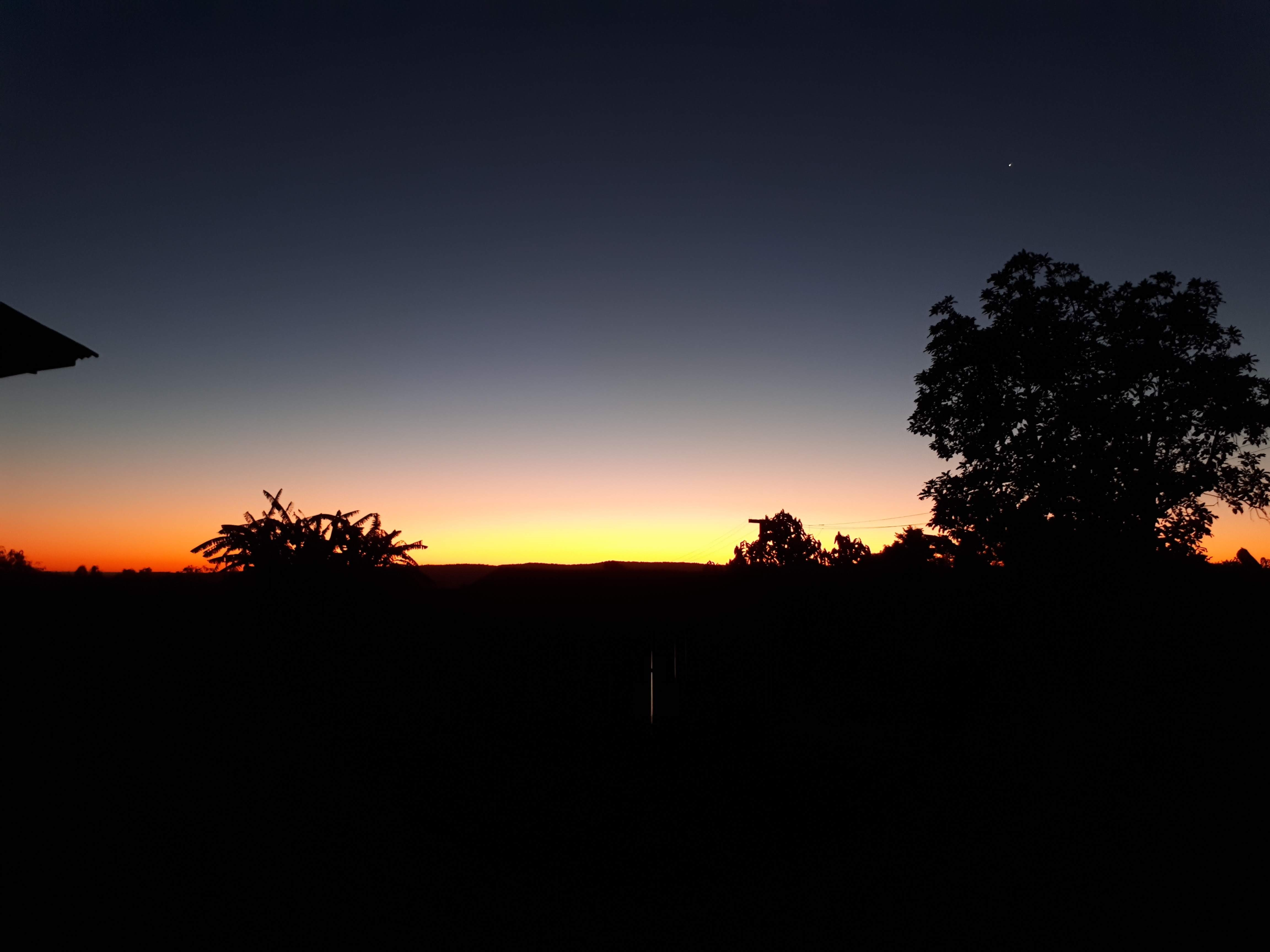
日の出前の薄明。ブラジルサンタカタリーナ州、アルゼンチンとの国境付近にて

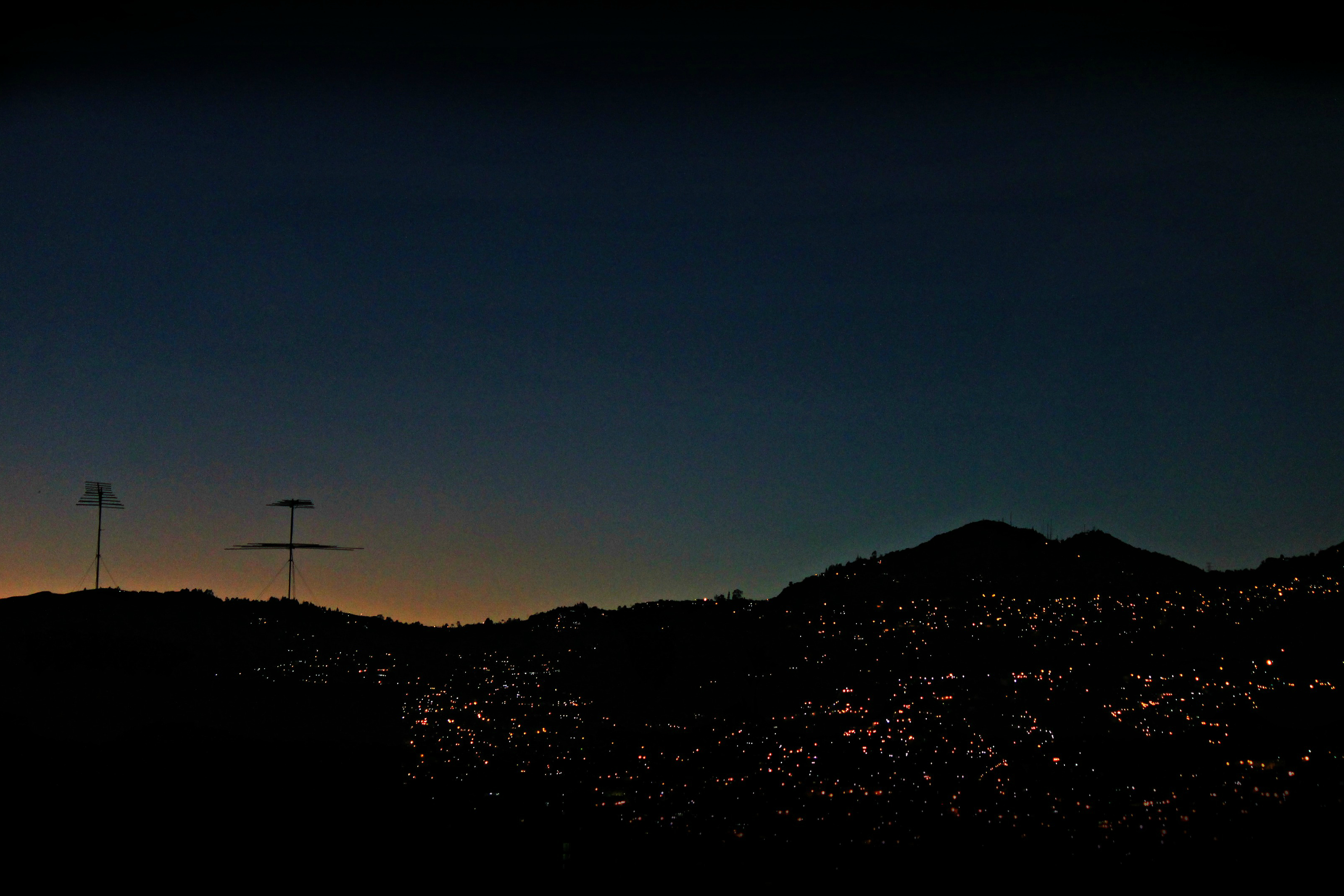
日没後の薄明。カラカスにて

薄明（はくめい、英語:twilight）は、日の出のやや前、あるいは日の入りのやや後の、空がうすあかるい（薄暗い）状態のことである。英語を使いトワイライトとも。
水平線下の太陽からの光が、上空大気で散乱して生じる。

## 名称
日の出前のほうについては「黎明（れいめい）」「払暁（ふつぎょう）」「彼者誰（かわたれ）」「明け（あけ）」「夜明け（よあけ）」「暁（あかつき）」「東雲（しののめ）」「曙（あけぼの）」などの名がある。一方、日の入り後については「黄昏（たそがれ）」「夕暮れ（ゆうぐれ）」「日暮れ（ひぐれ）」「薄暮（はくぼ）」といった語がある。
日の出前の「彼者誰（かわたれ）」は「彼は誰」（"あの人は誰？"）、日没後の「黄昏（たそがれ）」は「誰そ彼」が元々の意味であり、いずれも薄暗くて人の見分けがつきにくいことから、このように呼ばれる。
また、日の入り後については「宵」あるいは「宵のうち」とも言い、日没直後（下記の「市民薄明」に相当する）は「宵の口」とも言う。さらに、この時間帯は「逢魔時（おうまがとき）」あるいは「大禍時（おおまがとき）」とも呼ばれており、化け物や妖怪などの魔物に出会いやすい時間だと考えられてきた。

## 分類

薄明の分類

太陽高度（太陽の中心位置と地平線との角度）により、以下の3つに分類されている。
- 市民薄明（常用薄明、第三薄明 Civil twilight）

太陽高度：-50′〜-6°。まだ十分に明るさが残っていて、人工照明がなくても屋外で活動ができる明るさ。「50′」は太陽の視半径「16′」に、地平線付近の大気差「34′」を加味した角度であり、これだけ地平線の下に入っている時が日の出・日の入り（太陽の上端が地平線に接した時）ということになる。
- 航海薄明（第二薄明 Naval twilight (Nautical twilight)）

太陽高度：-6°〜-12°。海面と空との境が見分けられる程度の明るさ。
- 天文薄明（第一薄明 Astronomical twilight）

太陽高度：-12°〜-18°。6等星までを肉眼で見分けられる暗さになる前の明るさ。

## 備考
理科年表では、江戸時代の明六つ、暮六つに相当する時刻・時間帯として、太陽高度が-7度21分40秒になる時刻を夜明け・日暮れとしている。
高緯度地方では、日が沈まずに薄明にならない場合や、沈んでも天文薄明や航海薄明にならない場合（白夜）もある。また、近年の都市部では、人工照明によって空が明るく照らしだされ、深夜になっても完全に暗い空にならない地域も多くなっている。

## ギャラリー

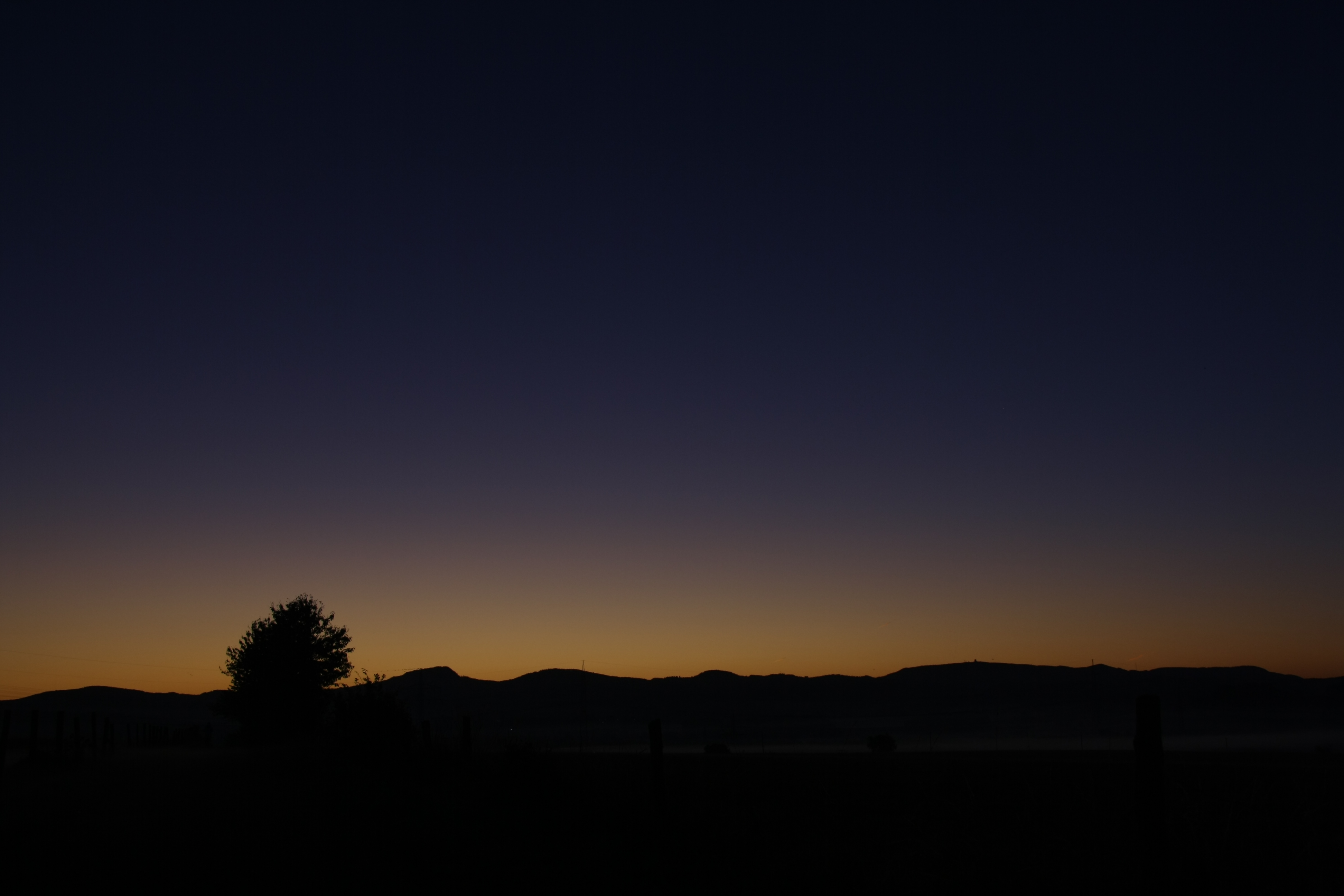
薄明から日の出の時間帯のタイムラプス動画。ノルウェー、2021年
- ドイツ、フルダの薄明
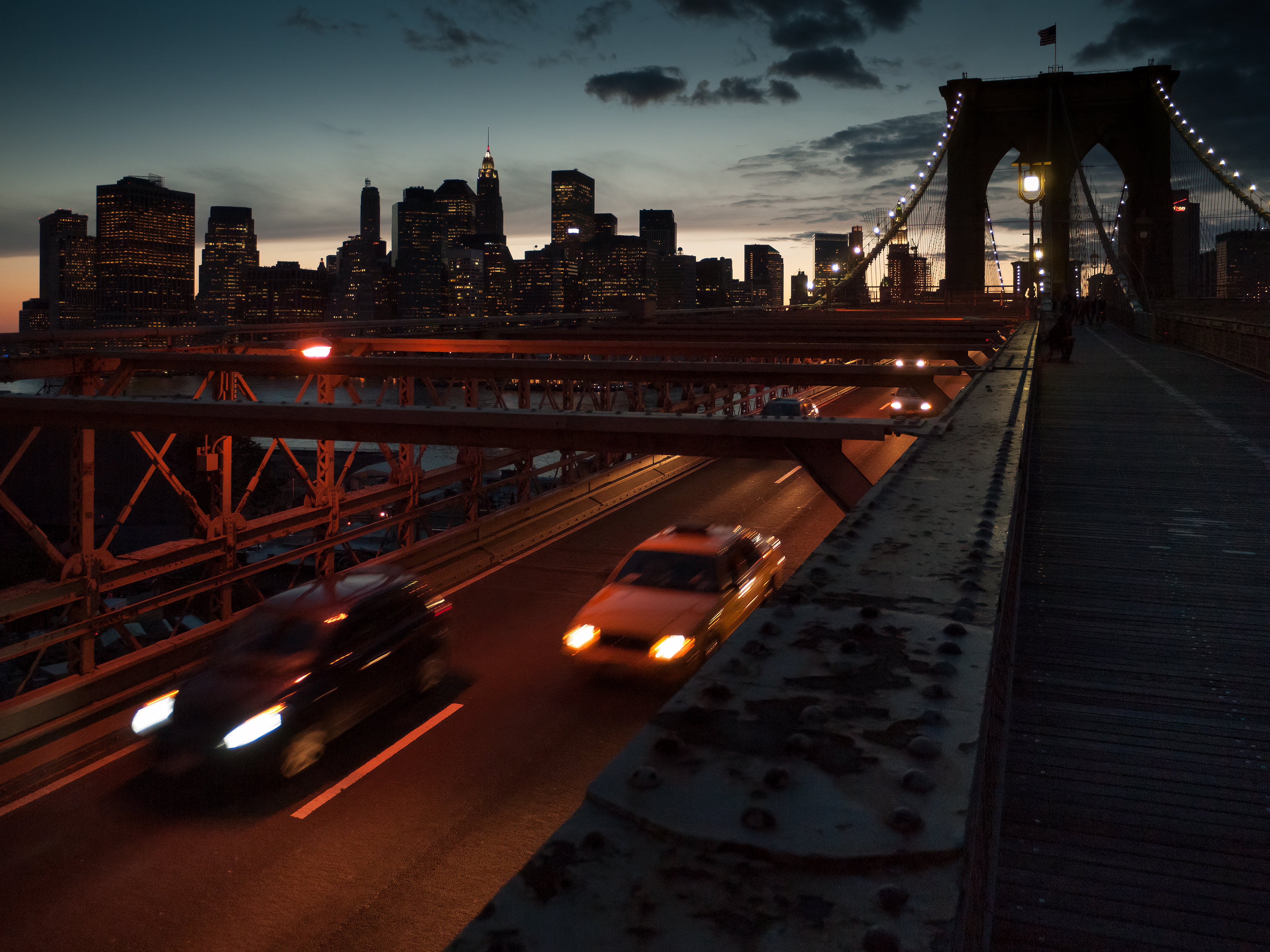
薄明。ニューヨーク市のブルックリン橋付近にて
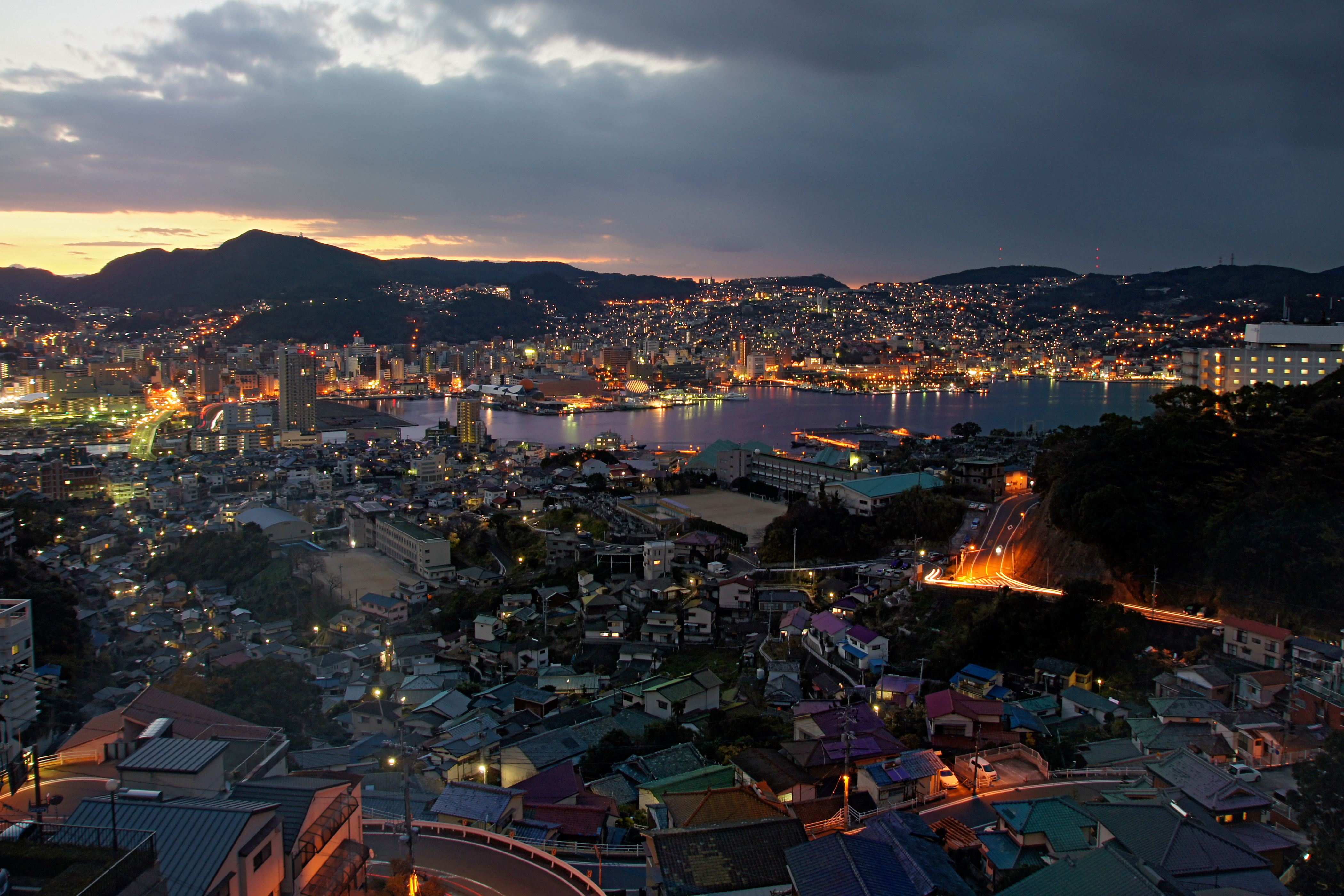
日の出前（長崎港）
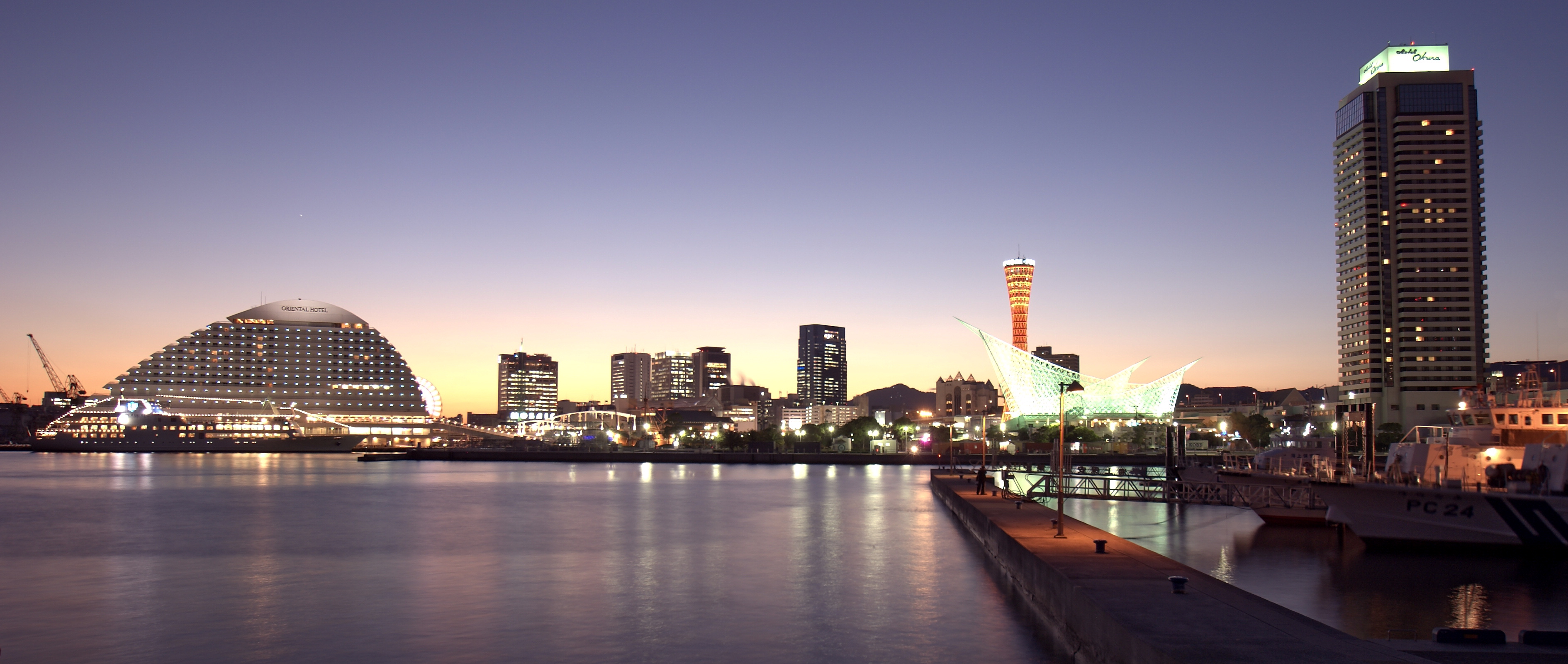
日の入りのすぐ後（神戸港）